# فرودگاه مونبتسو
فرودگاه مونبتسو (به انگلیسی: Monbetsu Airport) یک فرودگاه همگانی با کد یاتا MBE است که یک باند فرود آسفالت بتن دارد و طول باند آن ۲۰۰۰ متر است. این فرودگاه در کشور ژاپن قرار دارد .

## شرکت‌های هواپیمایی و مقصدهای پروازی
The airport has a two-story, 1,993 m² terminal building which is open daily from 8:30 a.m. to 5:00 p.m.
| شرکت‌های هواپیمایی | مقصدهای پروازی |
| ----------------- | -------------- |
| آل نیپون ایرویز   | هانه‌دا         |